# Atocion armeria
Atocion armeria (смілка щиткова як Silene armeria, смілка армерійовидна як Silene armeria і смілка литовська як Silene lithuanica) — вид рослин з родини гвоздичних (Caryophyllaceae), поширений у Європі й Туреччині.

## Опис

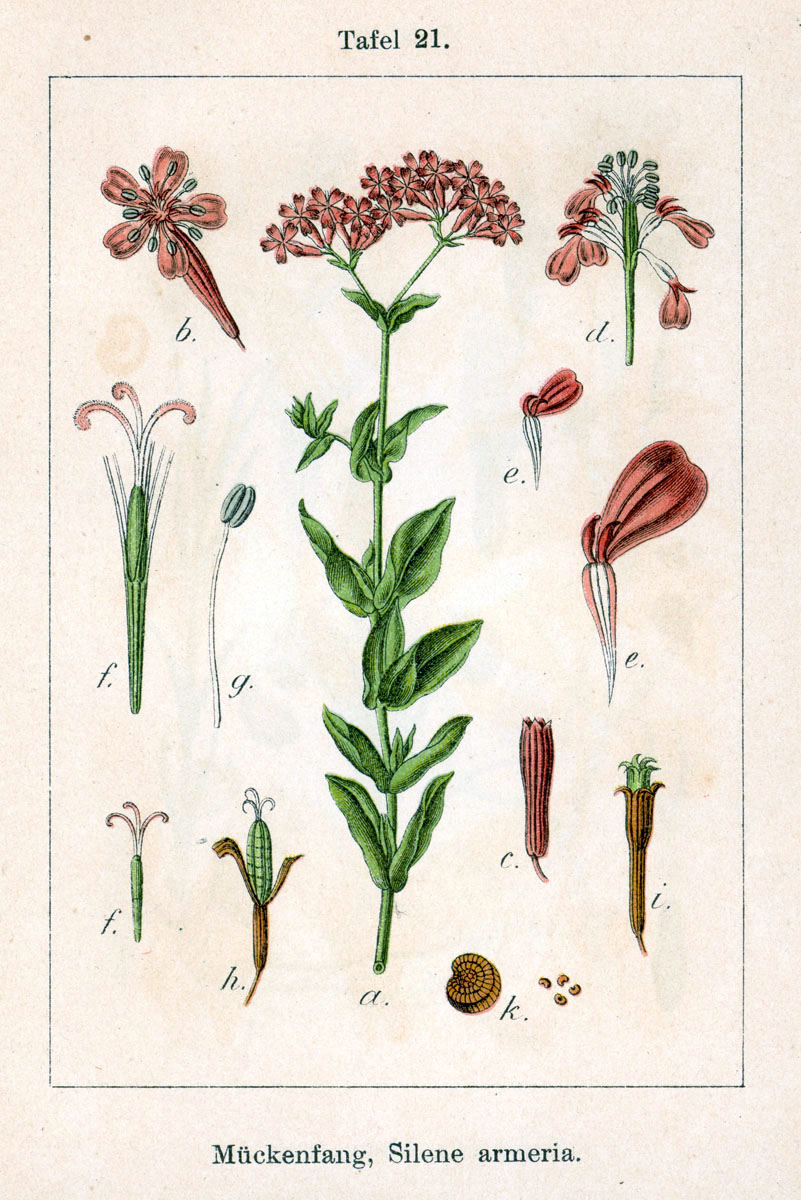
ілюстрація

Однорічна рослина. Стебло 20–40 см, безволосе, прямостійне, просте або мало гіллясте. Листки овально-ланцетні. Квітки червоні, рідко білі, прямостійні, численні, зближені між собою. Чашечка безволоса, червонувата. Пелюстки досить великі. Коробочка довгаста. 2n = 24.

## Поширення
Поширений у Європі крім півночі й у Туреччині; натуралізований на Азорських островах, островах Мадейра, в Японії та Кореї, Чехії, Словаччині, Угорщині, Німеччині, Канаді, США, Еквадорі, Ямайці, Домініканській Республіці.
В Україні вид зростає на пісках, біля доріг (поширюється по залізних і шосейних дорогах) — на Поліссі та Лісостепу; адвентивна рослина.